# Alois De Hertog
Alois De Hertog (Anversa, 9 agosto 1927 – Anversa, 22 novembre 1993) è stato un ciclista su strada belga.
Professionista tra il 1946 ed il 1955, vinse una edizione della Liegi-Bastogne-Liegi.

## Piazzamenti

### Classiche monumento
- Liegi-Bastogne-Liegi

1953:vincitore